# Sandi Toksvig
Sandra Birgitte Toksvig, Oficial de la Orden del Imperio Británico (Copenhague, Dinamarca, 3 de mayo de 1958), es una escritora, comediante y presentadora de radio, teatro y televisión con doble nacionalidad: danesa y británica. También es activista política, ya que en el 2015 fundó el Partido por la Igualdad de las Mujeres junto con la periodista Catherine Mayer. Ha escrito obras de teatro, novelas y libros infantiles. En 1994 se declaró lesbiana.
En el 2016, Toksvig reemplazó a Stephen Fry para presentar el programa de concursos QI (en la temporada de la letra «N») de la BBC, tras haber participado como invitada en varias ocasiones y haber pasado diez años como presentadora del programa de panelistas The News Quiz en la cadena BBC Radio 4. Del 2017 al 2020 fue copresentadora del programa The Great British Bake Off junto al comediante Noel Fielding. En el 2020, renunció a esta posición y fue reemplazada por Matt Lucas.
Toksvig fungió como presidenta de la actividad Women of the Year Lunch—que ofrece un almuerzo anual de caridad, patrocinado por la Fundación Women of the Year—del 2015 al 2017.

## Primeros años
Toksvig nació en Copenhague, Dinamarca. Su padre, Claus Toksvig, fue un periodista danés, además de locutor y corresponsal extranjero. Debido a esto último, Toksvig pasó la mayor parte de su juventud fuera de Dinamarca, principalmente en la ciudad de Nueva York. Su madre, Julie Anne Toksvig (de apellido de soltera Brett), es británica. Tiene un hermano mayor, Nick, que es periodista, y una hermana menor, Jenifer, libretista, que nació cuando Sandi tenía 12 años. A la edad de 24 años, Sandi fue nombrada como la tutora legal de Jenifer. En 1969, su padre cubrió el aterrizaje del primer ser humano en la luna desde el centro de control de misión de la NASA en Houston y Sandi lo acompañó. Durante el alunizaje, Sandi tomó de la mano a la secretaria de Neil Armstrong, que estaba nerviosa. Mientras su padre estuvo trabajando en Londres, Sandi asistió al colegio privado Tormead School para niñas, ubicado cerca de Guildford. Su primer trabajo, a los 18 años, fue como operadora de luces en la ópera rock Jesus Christ Superstar.
Estudió derecho, arqueología y antropología en el colegio universitario Girton College de la Universidad de Cambridge, de donde se graduó con un título de primera clase y recibió dos premios (el Raemaekers y el Theresa Montefiore) por sus excelentes resultados. Lord Denning fue uno de sus supervisores de tesis.

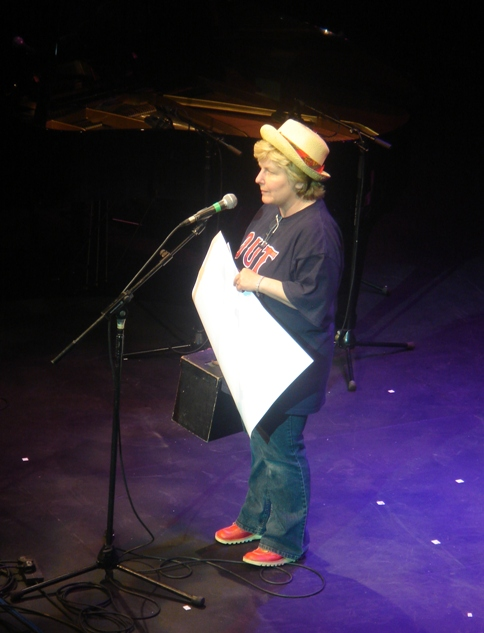
Toksvig durante una actuación en el 2008.

## Carrera

### Inicios
Toksvig comenzó su carrera como comediante en Girton, donde escribió y actuó en el primer espectáculo enteramente femenino de la compañía teatral Footlights. Estuvo allí al mismo tiempo que Stephen Fry, Hugh Laurie, Tony Slattery y Emma Thompson, y escribió material adicional para la revista Cambridge Footlights Revue, ganadora del premio Perrier. También fue miembro de la sociedad de teatro Cambridge University Light Entertainment Society.
En la televisión, su carrera empezó en la programación infantil como presentadora de No. 73 (1982–1986), Sandwich Quiz, The Saturday Starship, Motormouth, Gilbert's Fridge, para Television South, y programas basados en hechos reales como Island Race (1995) y The Talking Show (1993), producidos por Open Media para Channel 4. En el 2000, apareció como presentadora invitada en el programa Time Team, en una excavación en York (temporada 7, episodio 13).

### Como comediante
En el circuito de la comedia, Toksvig actuó en la primera noche del club The Comedy Store en Londres. También formó parte de su compañía de comedia de improvisación The Comedy Store Players.
En la televisión, participó como panelista en programas de comedia tales como Call My Bluff (en el elenco habitual como capitana de equipo), Whose Line Is It Anyway?, Mock the Week, QI y Have I Got News for You. En este último, apareció en el primer episodio, que se estrenó el 28 de septiembre de 1990. También fue la presentadora de What the Dickens, un programa de concursos del canal Sky Arts.
En la radio, su voz es muy conocida para la audiencia de BBC Radio 4, ya que ha participado en I'm Sorry I Haven't a Clue, The Unbelievable Truth y como presentadora de The News Quiz, en el cual reemplazó a Simon Hoggart en septiembre de 2006, pero luego renunció en el 2015 para participar en política como defensora de los derechos de las mujeres. Su último programa se emitió el 26 de junio de 2015. También presentó el programa de viajes Excess Baggage de Radio 4 hasta que fue cancelado en el 2012.

### Artes dramáticas y programas basados en hechos reales
En 1993, Toksvig escribió la obra musical Big Night Out at the Little Sands Picture Palace para el teatro Nottingham Playhouse, la cual coprotagonizó con Anita Dobson y Una Stubbs. Esta fue reescrita en el 2002 con Dilly Keane para el teatro Watford Palace Theatre, en el que aparecieron junto a Bonnie Langford. Toksvig y Elly Brewer escribieron la obra The Pocket Dream, una deconstrucción de Shakespeare, la cual Toksvig representó en el teatro Nottingham Playhouse y que luego se trasladó al West End por un breve período. Ambas también escribieron la serie de televisión The Big One en 1992, la cual también protagonizó Toksvig. Esta ha aparecido en varias obras de teatro, entre ellas: Androcles y el león, Mucho ruido y pocas nueces y La comedia de las equivocaciones.
En 1996, narró el CD-ROM interactivo Dragons! publicado por Oxford University Press y desarrollado por Inner Workings, junto con Harry Enfield. El programa de software estaba dirigido principalmente a un público infantil y contenía canciones y poemas acerca de dragones. También narró el CD-ROM de Winnie the Witch. Apareció en el audiodrama Red de Doctor Who producido por Big Finish Productions que se emitió en agosto del 2006. En diciembre del 2006, fungió como anfitriona y también cantó en el espectáculo de Navidad Make the Yuletide Gay del coro London Gay Men's Chorus en el centro de artes escénicas Barbican Centre en Londres. En la temporada de Navidad y Año Nuevo 2007–2008, narró la comedia musical Cinderella en el teatro Old Vic. En octubre del 2011, narró el nuevo musical Soho Cinders en el teatro Queen's Theatre de Londres. También en el 2011, fungió como presentadora de la segunda temporada del programa de concursos Antiques Master de la BBC Two.
Toksvig escribió una obra titulada Bully Boy, que se enfoca en el estrés postraumático que experimentan los miembros del personal militar británico. La obra se estrenó en mayo del 2011 en el teatro Nuffield en Southampton y tuvo como protagonista a Anthony Andrews. Luego, en septiembre del 2012, la obra inauguró la temporada de estreno del teatro St. James (que hoy en día lleva el nombre de The Other Palace), el primer teatro nuevo en 30 años en abrir sus puertas en el West End.
En el programa especial de Navidad de 2013 del programa Call the Midwife, de la BBC, Toksvig apareció en el papel de estrella invitada como la enfermera gruñona Sister Gibbs.
El 28 de abril de 2015, se anunció que Toksvig abandonaría el programa The News Quiz de BBC Radio 4 en el mes de junio, al concluir la 28.ª temporada, que estaba programada para comenzar el 15 de mayo de ese mismo año. En ese momento, dijo:

I have decided it is time to move on and, of course, I feel sad but I think it's the right moment. The show is in great shape and, like a good house guest, you should always depart when people still wish you'd stay a bit longer.
He decidido que es hora de continuar mi camino. Por supuesto que me siento triste, pero creo que es el momento adecuado. El programa está en excelente estado y creo que todo buen huésped debe retirarse cuando los demás aún desean que te quedes un ratito más.

En un comunicado de prensa, la BBC dijo que Toksvig había tomado [the] difficult decision [to leave in order] to embark on a new and exciting stage of her career. El 30 de abril de 2015, Toksvig explicó que se retiraba de The News Quiz para poder establecer un nuevo partido político denominado Partido por la Igualdad de las Mujeres.
En noviembre del 2015, fue invitada al programa Desert Island Discs de BBC Radio 4. Entre los artistas musicales que eligió figuraron Joe Nichols con What's a Guy Gotta Do, además de Gustav Winckler, The Weather Girls, Barbra Streisand y Bonnie Langford. El libro que eligió fue The Ashley Book of Knots y el artículo de lujo fue un suministro infinito del periódico Daily Mail para utilizarlo como ropa, material aislante y papel higiénico.
Su obra de teatro más reciente, Silver Lining, se estrenó en el teatro Rose Theatre Kingston, en Kingston upon Thames, el 11 de febrero de 2017, antes de salir de gira a otras ciudades. La obra trata de cinco mujeres ancianas y una joven que se encarga de sus cuidados en una residencia de ancianos, la cual está a punto de quedar inundada debido a una tormenta.  La protagonizan Rachel Davies, Keziah Joseph, Maggie McCarthy, Joanna Monro, Sheila Reid y Amanda Walker. El hijo de Toksvig, Theo Toksvig-Stewart, hizo su debut profesional en el escenario con su actuación en la obra.
El 11 de junio de 2019, Toksvig apareció en el pódcast de la ex primera ministra de Australia Julia Gillard, A Podcast of One's Own, durante el cual dijo:

Wikipedia is a marvellous idea and the idea is that it is a crowd-sourced encyclopaedia of knowledge, what a fantastic notion. But what's happening is that women are disappearing, so 90% of Wikipedia's content is about men and their achievements, and 9% is about women. 1% are still making up their mind. So that proportion is completely out of kilter and we desperately need to do something about it. Part of the problem is that it is edited by volunteers but there are about 350,000 "uber" volunteers that tend, no offence to them, to be the same kind of guy who has the time to sit and do it and doesn't have laundry to do and are actively editing women out. There are two issues: 1) women's achievements are not being inputted and 2) women are actively being edited out... I am intent on trying to change this if we can.
Wikipedia es una idea maravillosa y la idea es que es una enciclopedia de conocimientos de colaboración abierta distribuida; qué concepto tan fantástico. Pero lo que está ocurriendo es que las mujeres están desapareciendo, de modo que el 90% del contenido de Wikipedia es acerca de los hombres y sus logros, mientras que el 9% es acerca de las mujeres. Y hay un 1% que aún no se ha decidido. Por consiguiente, esa proporción está desajustada por completo y nos urge, desesperadamente, hacer algo al respecto. Parte del problema es que está editada por voluntarios, pero hay cerca de 350 000 «uber» voluntarios que suelen, sin ánimo de ofender, ser el mismo tipo de hombres que tienen el tiempo para sentarse y hacerlo, y que no tienen que lavar ropa, y que están haciendo ediciones de manera activa para eliminar a las mujeres. Hay dos problemas: 1) los logros de las mujeres no están incluyéndose y 2) están haciéndose ediciones que eliminan efectivamente a las mujeres... Me propongo intentar cambiar esta situación, si es posible.

Durante el período de confinamiento a causa del COVID-19 en el 2020, Toksvig creó y actuó en Vox Tox, una miniserie en YouTube, desde su casa. Estas sesiones de 10 minutos de duración promocionaban las actividades de mujeres a través de la historia y estaban inspiradas por libros y biografías de su propia biblioteca.

### Como escritora
Toksvig ha escrito más de veinte libros de ficción y no ficción tanto infantiles como para adultos. El primero fue Tales from the Norse's Mouth, un cuento de ficción infantil en 1994. Al año siguiente, en 1995, navegó por la costa de Gran Bretaña con el periodista John McCarthy. Ambos contaron esta experiencia en un documental para la BBC llamado Island Race y también escribieron un libro. En el 2003, Toksvig publicó Gladys Reunited: A Personal American Journey, acerca de sus viajes por los Estados Unidos para rememorar su infancia. También escribe columnas periódicas para las revistas Good Housekeeping, The Sunday Telegraph y The Lady. En octubre del 2008, publicó Girls Are Best, un libro de historia para niñas.
En el 2009, se publicó una recopilación de sus columnas para The Sunday Telegraph en un libro con el título The Chain of Curiosity. En el 2012, publicó el libro Valentine Grey, una novela histórica ambientada en la guerra bóer. Su libro de literatura juvenil Hitler's Canary (2006) es un relato del Holocausto contado por un niño llamado Bamse y su familia. Los personajes están basados en el padre y la abuela de Toksvig. El heroísmo de la familia en el relato se asemeja mucho a las propias experiencias de su padre durante la guerra. Su libro de memorias Between the Stops: The View of My Life from the Top of the Number 12 Bus se publicó el 29 de octubre de 2019.
En el 2020, Toksvig escribió y presentó una serie de pódcast llamada We Will Get Past This, la cual buscaba servir como una especie de virtual chicken soup for the soul  durante el confinamiento por COVID-19 en el Reino Unido. En la serie, compartía historias de mujeres notables sacadas de su propia colección de libros.

### Como presentadora de televisión
Entre el 2012 y el 2013, Toksvig presentó el programa de concursos 1001 Things You Should Know durante la programación diurna de Channel 4. Luego, en abril del 2014, comenzó a presentar la nueva versión del programa diurno de concursos Fifteen to One. Esta edición duraba una hora en vez de la media hora de la edición original presentada por William G. Stewart. En el 2015, tras haberse transmitido dos temporadas, Channel 4 anunció que se realizarían ocho temporadas más, presentadas por Toksvig, hasta que el programa nuevo terminó el 28 de junio de 2019.
En el 2016, Toksvig reemplazó a Stephen Fry para presentar el programa QI y así se convirtió en the first female presenter of a British mainstream TV comedy panel show,  un hecho al cual se refirió con la frase: It's extraordinary we still have to have this conversation in 2016.  Su primera aparición como anfitriona (o Bantermeister ) del programa fue en el primer episodio de la temporada de la letra «N», que se transmitió el 21 de octubre de 2016.
Un anuncio con fecha del 16 de marzo de 2017 indicaba que Toksvig sería la nueva copresentadora del programa The Great British Bake Off en Channel 4, junto a Noel Fielding. Ambos reemplazaban a las presentadoras anteriores Sue Perkins y Mel Giedroyc. En enero del 2020, Toksvig dijo que se retiraría del programa para dedicarse a otros compromisos de trabajo, por lo que fue reemplazada por Matt Lucas.
También presentó la serie en cuatro partes sobre viajes Extraordinary Escapes with Sandi Toksvig de Channel 4, la cual se estrenó el 10 de febrero de 2021. En diciembre del 2021, Channel 4 anunció que habría una segunda temporada, la cual se estrenó el 17 de febrero de 2022, mientras que la tercera se estrenó el 7 de junio de 2023.

## Política y activismo

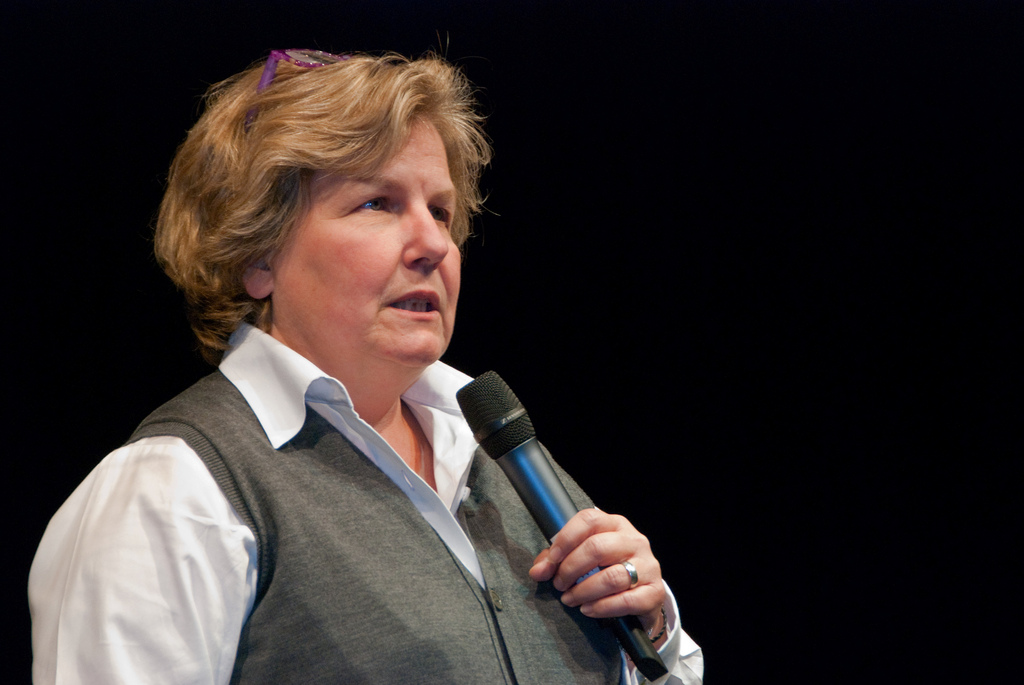
Sandi Toksvig en 2009

Toksvig comenzó a adquirir más notoriedad en 1994 cuando la organización benéfica Save the Children prescindió de sus servicios como presentadora de la celebración de su 75.º aniversario luego de que ella se declarara lesbiana. Esta decisión provocó una protesta de acción directa por parte del grupo Lesbian Avengers, lo que llevó a Save the Children a pedir disculpas.
Toksvig apoya al grupo de interés Liberty y fungió como anfitriona de su ceremonia de entrega de premios en el 2012. Fue nombrada presidenta de la actividad Women of the Year Lunch, patrocinada por la Fundación Women of the Year. Además, como atea y humanista, Toksvig es patrocinadora de la organización Humanists UK.
En octubre del 2012, cuando se hizo evidente la magnitud del escándalo de abusos sexuales perpetrados por Jimmy Savile y en medio de las denuncias de que durante las décadas de 1960, 1970 y 1980 había una cultura dentro de la BBC que toleraba el acoso sexual, Toksvig declaró que había sido manoseada por [a] famous individual  en los años ochenta durante una transmisión en directo. Acerca de las denuncias de comportamiento inapropiado en la BBC, dijo que [it] did not surprise me at all.  En septiembre del 2018, mientras continuaba la polémica acerca de la brecha salarial de género en la BBC, Toksvig dijo que solo cobraba el 40% de lo que había recibido Fry, su predecesor. Anteriormente le había dicho a la revista Radio Times que sería «absurdo» que no le pagaran el mismo salario que él por ser la anfitriona de QI.
En el 2003, presentó su candidatura para las elecciones al rectorado de la Universidad de Oxford y expresó su apoyo a una campaña contra las tasas de matriculación. Fue derrotada en la primera vuelta de las votaciones, en la cual logró 1 179 votos a su favor de los 8 000 que se emitieron. Chris Patten resultó ganador de las elecciones. Casi una década después sucedió a Sheila Hancock como rectora de la Universidad de Portsmouth.
Con el transcurso de los años, se han ido desarrollando sus simpatías políticas partidistas. En la década de 1980, formó parte de la gira de comedia del colectivo Red Wedge, que apoyaba al Partido Laborista. Ya para las elecciones del 2004, se había convertido en una celebridad de alto perfil y partidaria de los Liberal Demócratas. En el 2011, fue el blanco de críticas por hacer bromas a costa de los Tories ([they've] put the 'N' into cuts [to child benefit]),  pero también dijo que la (entonces) primera ministra Theresa May es a good person.  También hizo bromas a costa del líder del partido UKIP Nigel Farage. Durante una entrevista en el 2012, dijo: I don't think there's a party that represents anything I believe in. 
En el 2023, Toksvig dijo que la reticencia de la Iglesia de Inglaterra en aceptar el matrimonio igualitario estaba perjudicando a las personas homosexuales.

The problem is there is only one side that is impinging on the lives of others. And I'm afraid the very conservative people who interpret the Bible with less love than I would hope are causing severe mental health problems for the LGBTQ+ community. (...) My wife works in mental health with the queer community and the figures are shocking for a young LGBT person committing suicide, or attempting suicide, not because they feel bad about who they are, but because of the way society stigmatises them. So it's not an equal battle that we're having here.
El problema es que hay un solo lado que está afectando la vida de otras personas. Y me temo que la gente muy conservadora que interpreta la Biblia con menos amor de lo que yo podría esperar está causándole graves problemas de salud mental a la comunidad LGBTQ+. (...) Mi esposa trabaja en el campo de la salud mental con la comunidad queer y las cifras son espantosas en cuanto a jóvenes LGBT que se suicidan o que intentan suicidarse, no porque se sientan mal por quienes son, sino por la manera en que la sociedad les estigmatiza. De modo que la batalla que estamos librando no es igualitaria.

Toksvig ha lanzado una campaña para expulsar a 26 obispos de la Iglesia de Inglaterra que aún forman parte de la Cámara de los Lores. Ese mismo año, habló con el periodista Louis Staples para el periódico i acerca de este tema:

It’s shocking. They don’t deal with gay people or women in an equitable manner. And they aren’t some sort of obscure organisation – this is our state church. None of them have been elected. This is our parliament and it’s not OK. Be a bigot if you want to, in your own back yard – but don’t come and play in mine.
Es espantoso. No tratan a las personas gay ni a las mujeres de manera equitativa. Y no son una especie de organización desconocida, se trata de nuestra religión oficial. Ninguno de ellos fue electo. Se trata de nuestro parlamento y esto no está bien. Sé intolerante en tu propia casa si quieres, pero no vengas a imponerte en la mía.

También mencionó:

I am so distressed by people who call themselves "radical feminists" but are anti-trans. I could weep. I don’t get it. It’s beyond me. When the feminist movement started in the 60s and 70s, lesbians were often excluded, because we were told that we would make the movement less palatable. I have been excluded myself, so how could I do that to someone else? It fills me with rage.
Me angustia tanto la gente que dice que son «feministas radicales» pero está en contra de las personas trans. Podría ponerme a llorar. No lo entiendo. Cuando comenzó el movimiento feminista en los años sesenta y setenta, a menudo se nos excluía a las lesbianas porque nos decían que [con nosotras] el movimiento sería menos aceptable. A mí misma me han excluido, así que ¿cómo podría hacerle yo eso a alguien más? Me llena de rabia.

### Partido por la Igualdad de las Mujeres
En abril del 2015, Toksvig presidió el primer congreso informal de un nuevo partido político, el Partido por la Igualdad de las Mujeres, y luego renunció a su trabajo como presentadora del programa The News Quiz para fungir oficialmente como su co-fundadora.
Más tarde, explicó que había decidido que [it was] not too late to fight the good fight, after all.  En septiembre de ese mismo año, anunció las fechas de una gira de comedia para recaudar fondos para el partido. En octubre del 2015, se presentó la lista completa de políticas del partido en Conway Hall.

## Vida privada
Toksvig es madre de dos hijas, Jessica y Megan, y un hijo, Theo, que nacieron en 1988, 1990 y 1994, respectivamente. Su concepción fue mediante inseminación artificial por el donante Christopher Lloyd-Pack (hermano menor del actor Roger Lloyd-Pack) y su gestación por Peta Stewart, pareja de Toksvig en ese entonces.
Su decisión de salir del armario se debió al hecho de que sus hijas y su hijo eran aún muy pequeños ya que, según su entender, en la vida pública británica no había ninguna mujer que se hubiera declarado lesbiana. Por lo tanto, no quería que ni sus hijas ni su hijo sintieran vergüenza por tener dos madres. Se le advirtió de la posibilidad de que nunca más trabajaría. Además, la familia recibió amenazas de muerte y tuvo que esconderse.
Toksvig y Stewart se separaron en 1997. En la actualidad, Toksvig vive en una casa flotante en Wandsworth con la psicoterapeuta Debbie Toksvig, con quien contrajo unión civil en el 2007. Renovaron sus votos el 29 de marzo de 2014, el día en que se aprobó el matrimonio entre personas del mismo sexo en Inglaterra y Gales. Y en diciembre de 2014, su unión civil se convirtió en matrimonio.
Toksvig obtuvo la nacionalidad británica en el 2013. Describe su acento posh  como el resultado de un intento deliberado por copiar la voz de Celia Johnson en Breve encuentro, tras haber sido excluida por tener acento estadounidense cuando estaba internada en el colegio.
Cuando estaba cerca de cumplir los 60 años, perdió una gran cantidad de peso por recomendación médica. Según dice, esto le brindó la confianza necesaria para volver a la televisión.
A finales del 2022, Toksvig estuvo hospitalizada en Australia con bronconeumonía y se vio obligada a cancelar las fechas de su próxima gira por Nueva Zelanda. El 6 de diciembre de 2022, anunció que le habían dado de alta del hospital, pero que aún no se encontraba bien para viajar. El 15 de diciembre, se informó que había regresado al Reino Unido.

### Literatura infantil y juvenil
- — (1994). Tales from the Norse's Mouth (en inglés). BBC Books. ISBN 0-563-40358-6.
- — (1997). Unusual Day (en inglés). Transworld/Corgi. ISBN 0-552-54539-2.
- — (1998). If I Didn't Have Elbows: The Alternative Body Book (en inglés). De Agostini. ISBN 1-84089-048-7.
- — (1999). Super-Saver Mouse (en inglés). Transworld. ISBN 0-552-54540-6.
- — (2002). Super-Saver Mouse to the Rescue (en inglés). Transworld. ISBN 0-552-54541-4.
- — (2000). The Troublesome Tooth Fairy (en inglés). Transworld. ISBN 0-552-54663-1.
- — (2005). Hitler's Canary (en inglés). Roaring Brook Press. ISBN 9781596432475.
- — (2008). The Littlest Viking (en inglés). Yearling. ISBN 978-0-440-86830-9.
- — (2008). Girls Are Best (en inglés). Doubleday. ISBN 9780385615242.
- — (2015). A Slice of the Moon (en inglés). Corgi. ISBN 9780552566599.
- — (2017). The End of the Sky (en inglés). Doubleday. ISBN 978-0-857-53192-6.